# Têt (fleuve)
Pour les articles homonymes, voir Têt.
La Têt [tɛt]  (Tet en catalan) est un fleuve côtier français des Pyrénées-Orientales de 114,8 km de long. 

## Géographie
La Têt prend sa source en dessous du puig de la Cometa d'Espagne (à cinq kilomètres au nord du pic Carlit), à 2 579 m d'altitude, dans la commune d'Angoustrine-Villeneuve-des-Escaldes.

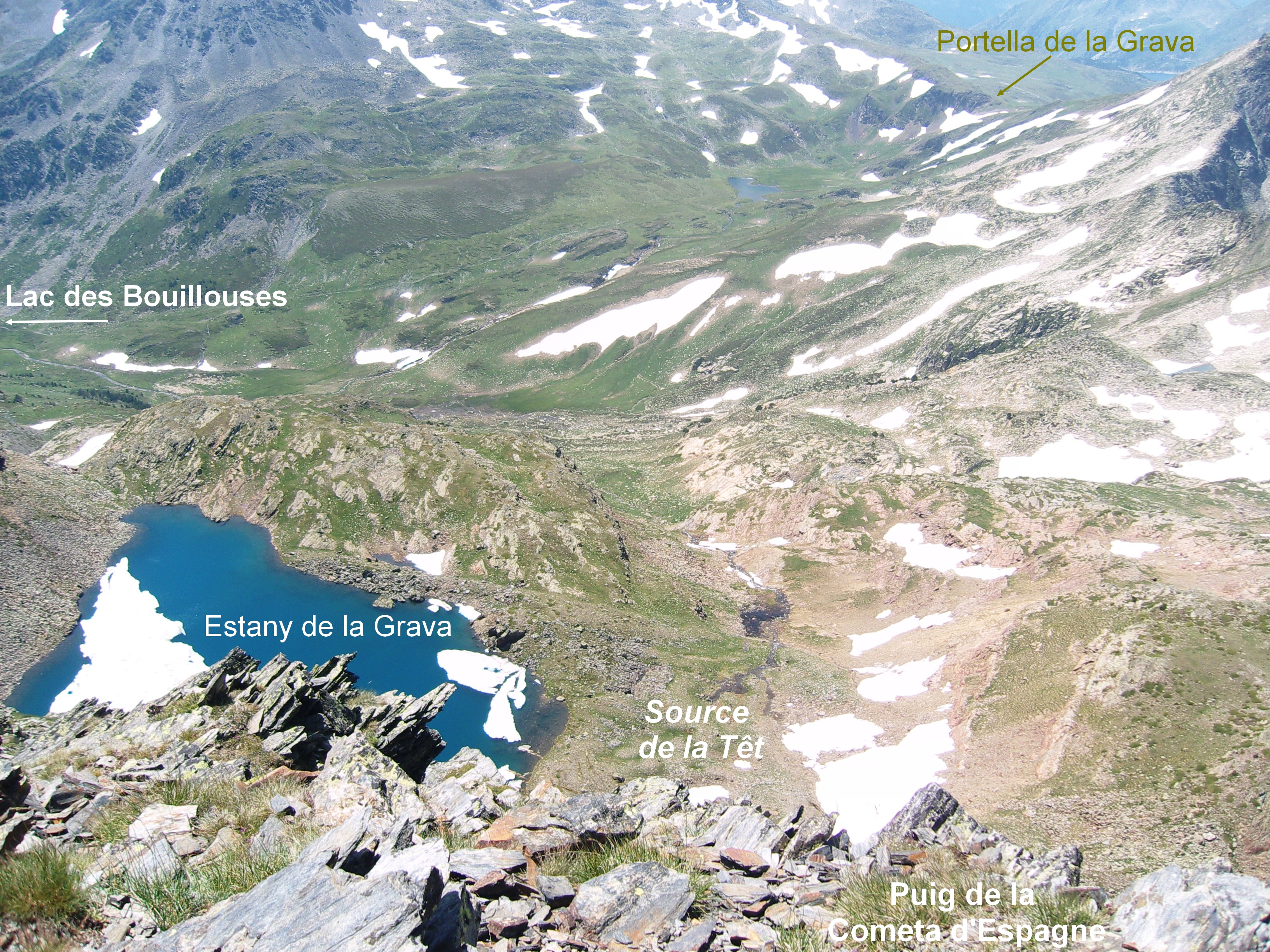
La source de la Têt, vue depuis le puig de la Cometa d'Espagne. La Têt (connue ici aussi en tant que Rec de la Grava) commence par le tout petit ruisseau à droite de l'Estany de la Grava.

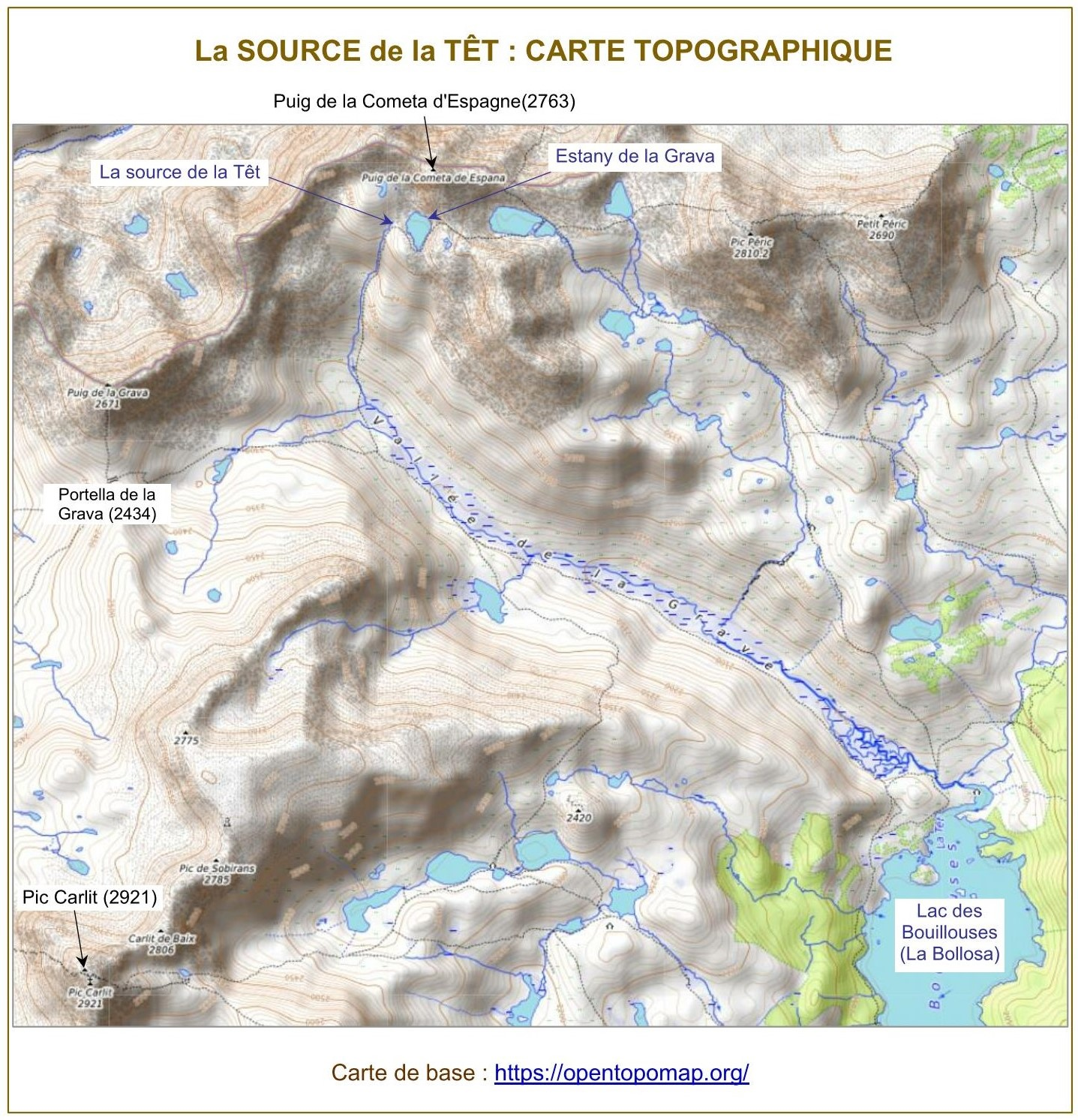
La source de la Têt sur une carte topographique.

Le fleuve traverse d'ouest en est le département des Pyrénées-Orientales, d'abord le Conflent, puis le Roussillon, où il traverse la ville de Perpignan.
À Mont-Louis, la pente de la Têt augmente considérablement. Par exemple, dans les 5 kilomètres en dessous de cette rupture de pente, la rivière descend de plus de 500 mètres. Dans cette section du cours de la rivière, et jusqu'à Fontpédrouse et au-delà, la Têt a creusé dans les collines environnantes une vallée qui est extrêmement profonde et qui descend rapidement,.

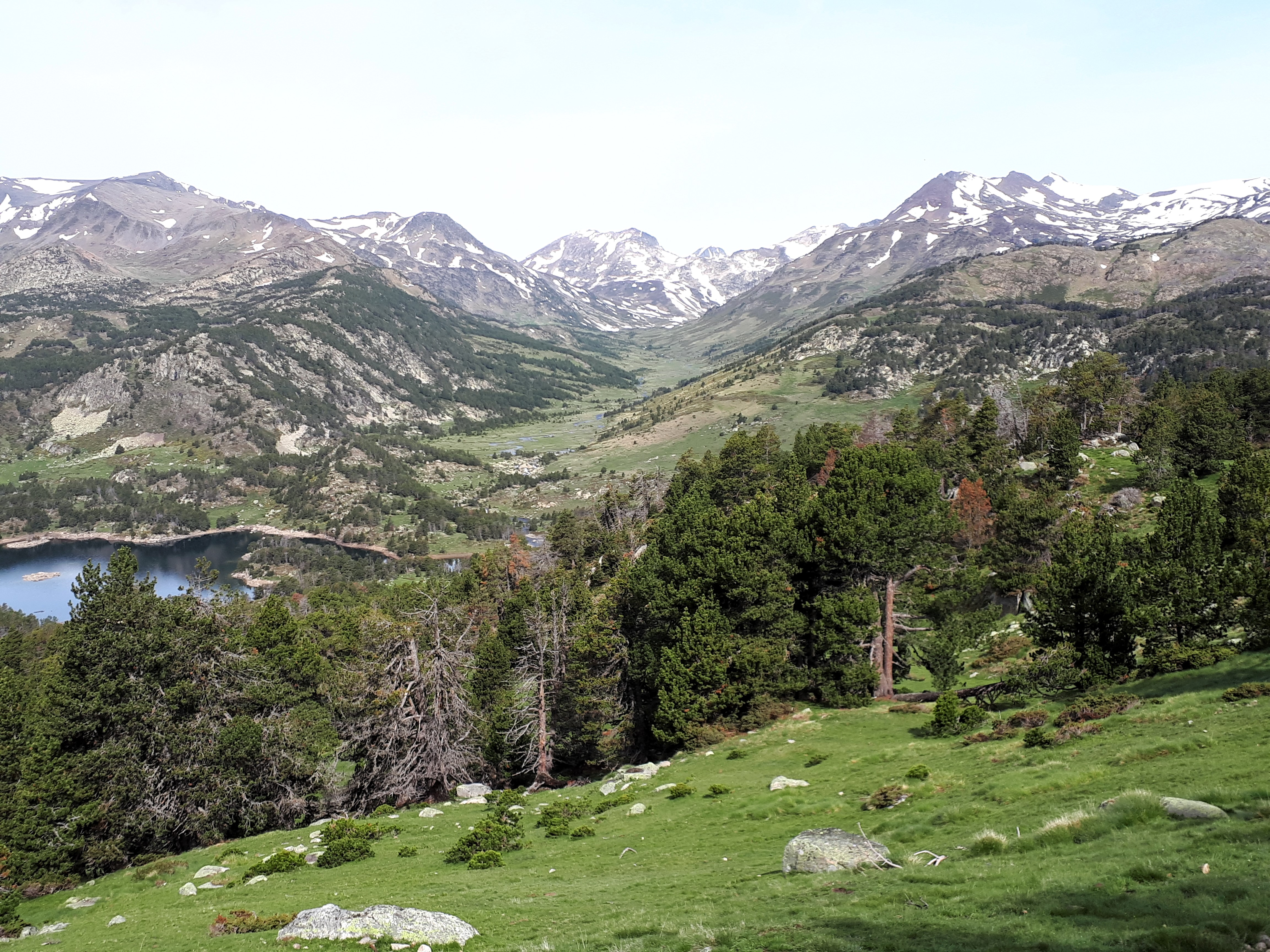
La vallée de la Têt (ou la Grava) au-dessus du lac des Bouillouses[7].
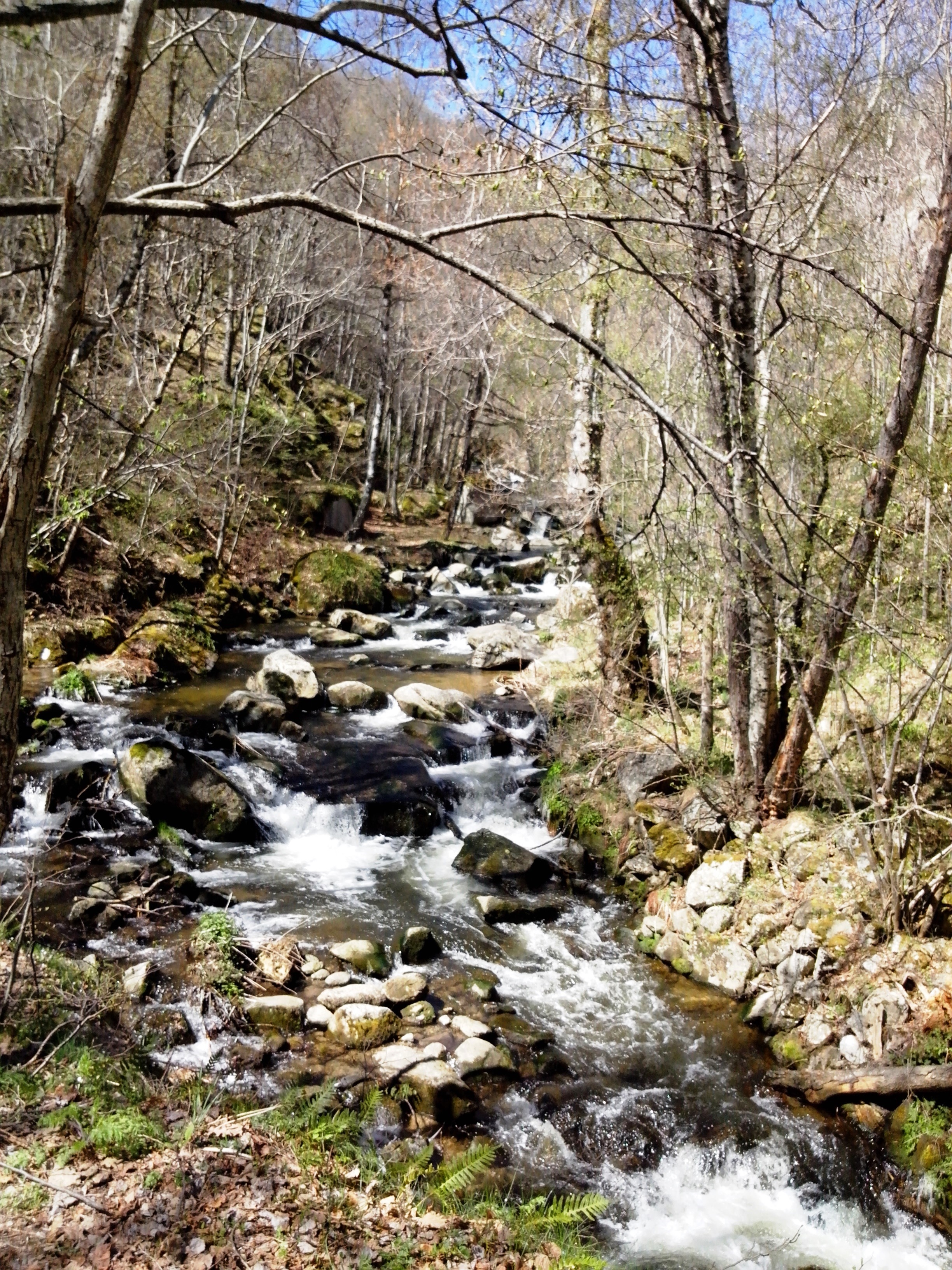
La Têt à deux kilomètres en dessous de Mont-Louis.
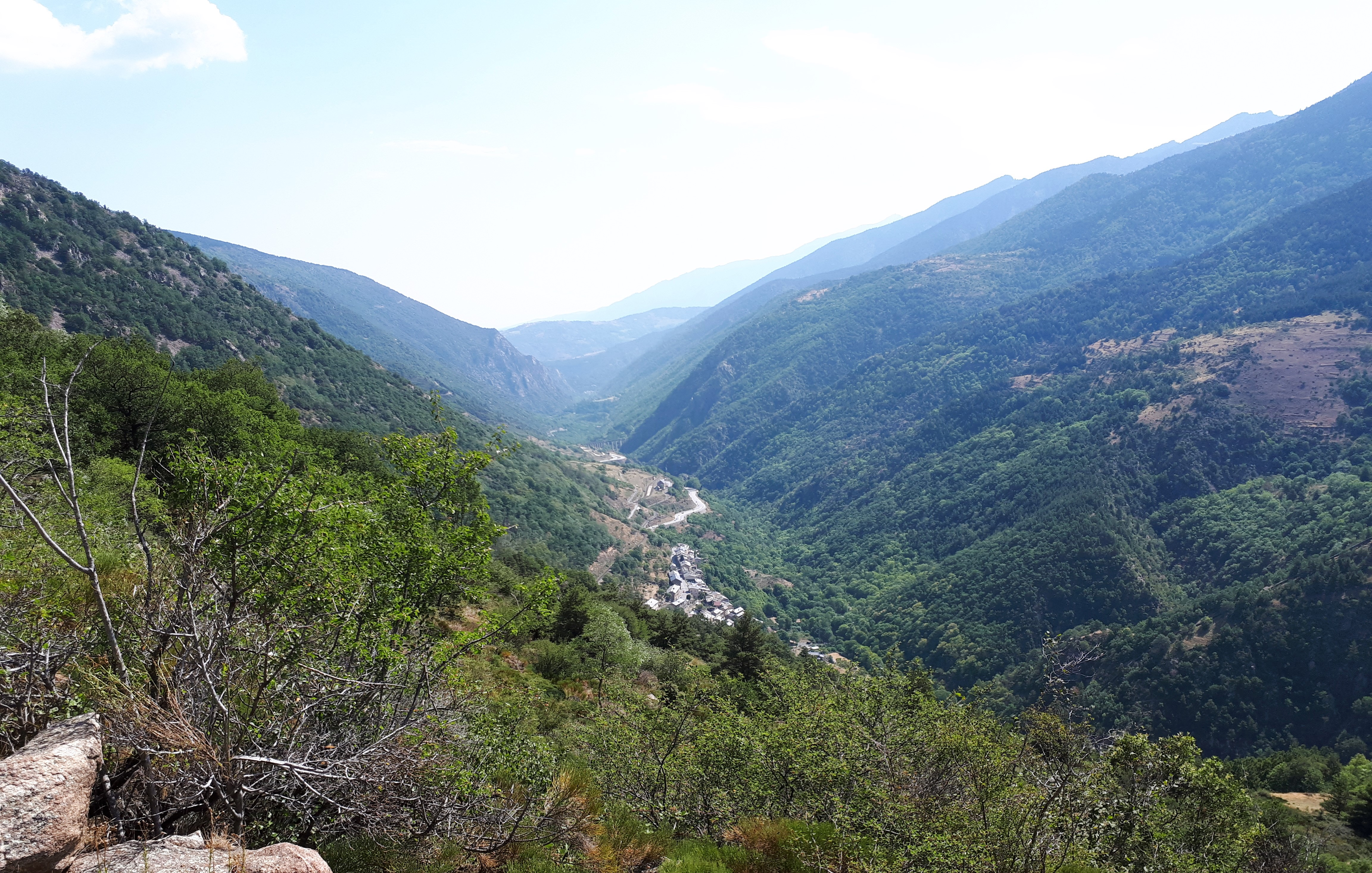
La vallée de la Têt - vue vers l'est, sur Fontpédrouse.

Le cours de la rivière est barré, dans sa partie amont, aux Bouillouses (barrage hydro-électrique) et à Vinça (barrage-réservoir).

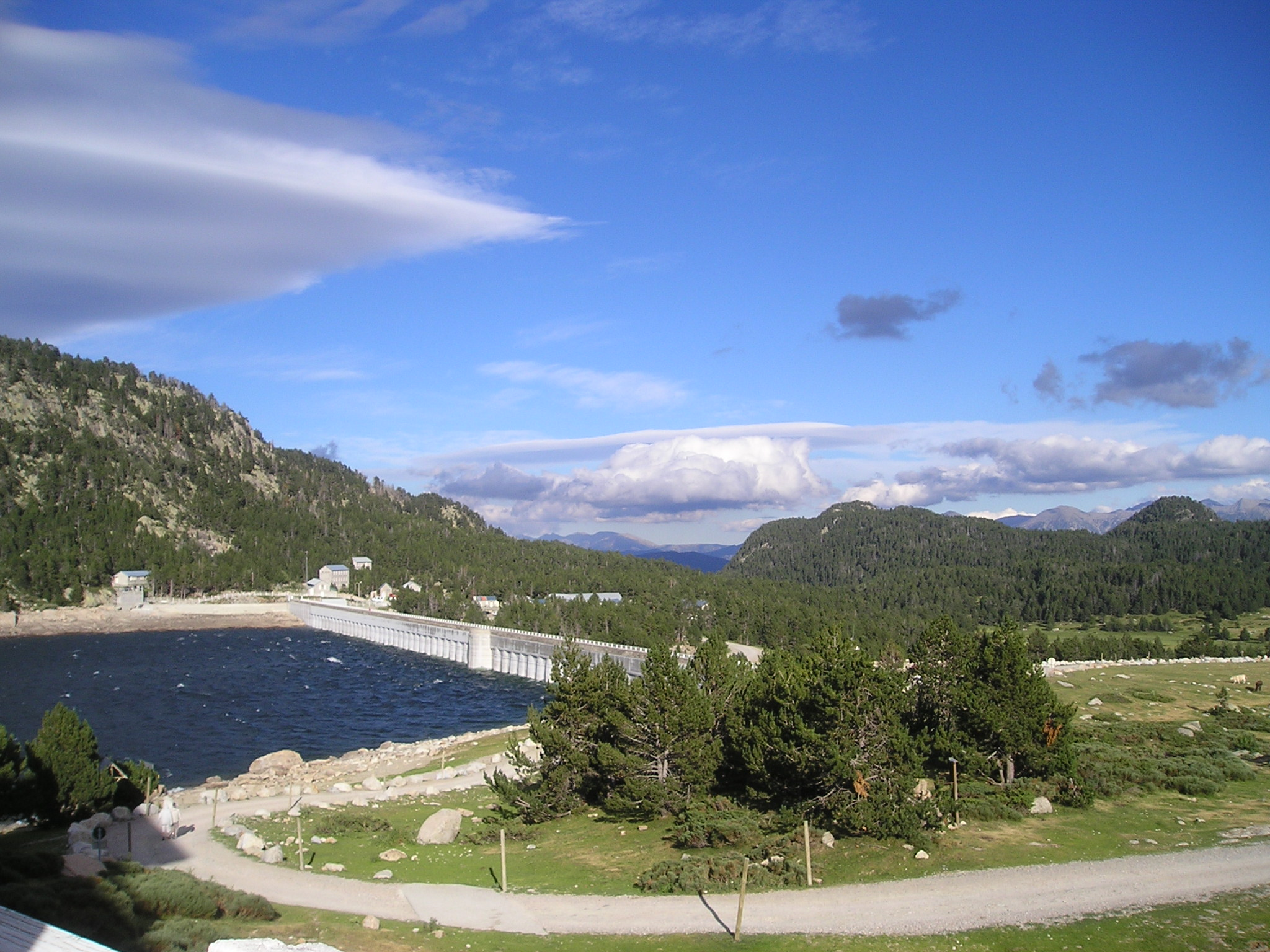
Le barrage du lac des Bouillouses.
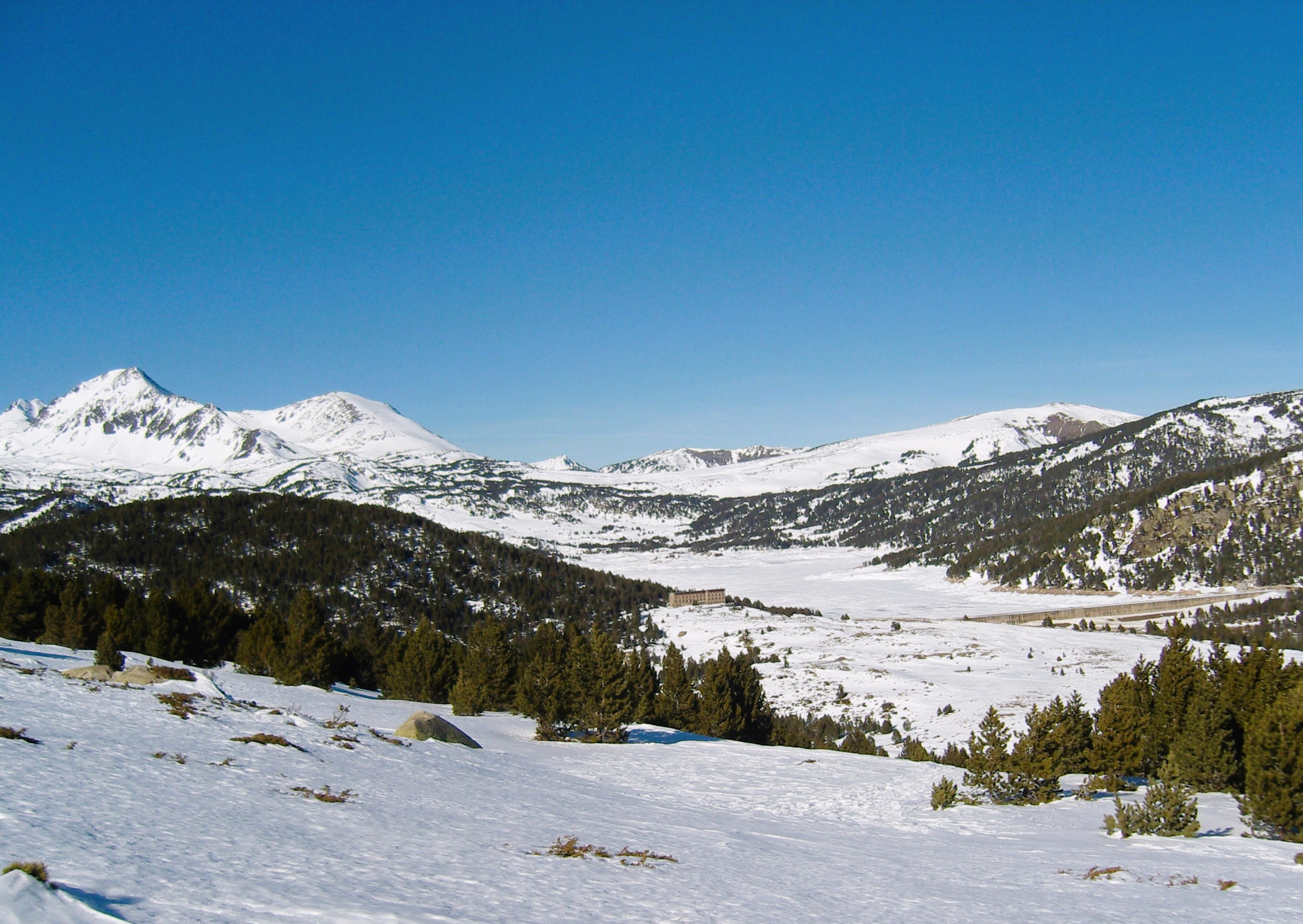
Le barrage et le lac en hiver. Puig Peric (2810m) au fond à gauche.

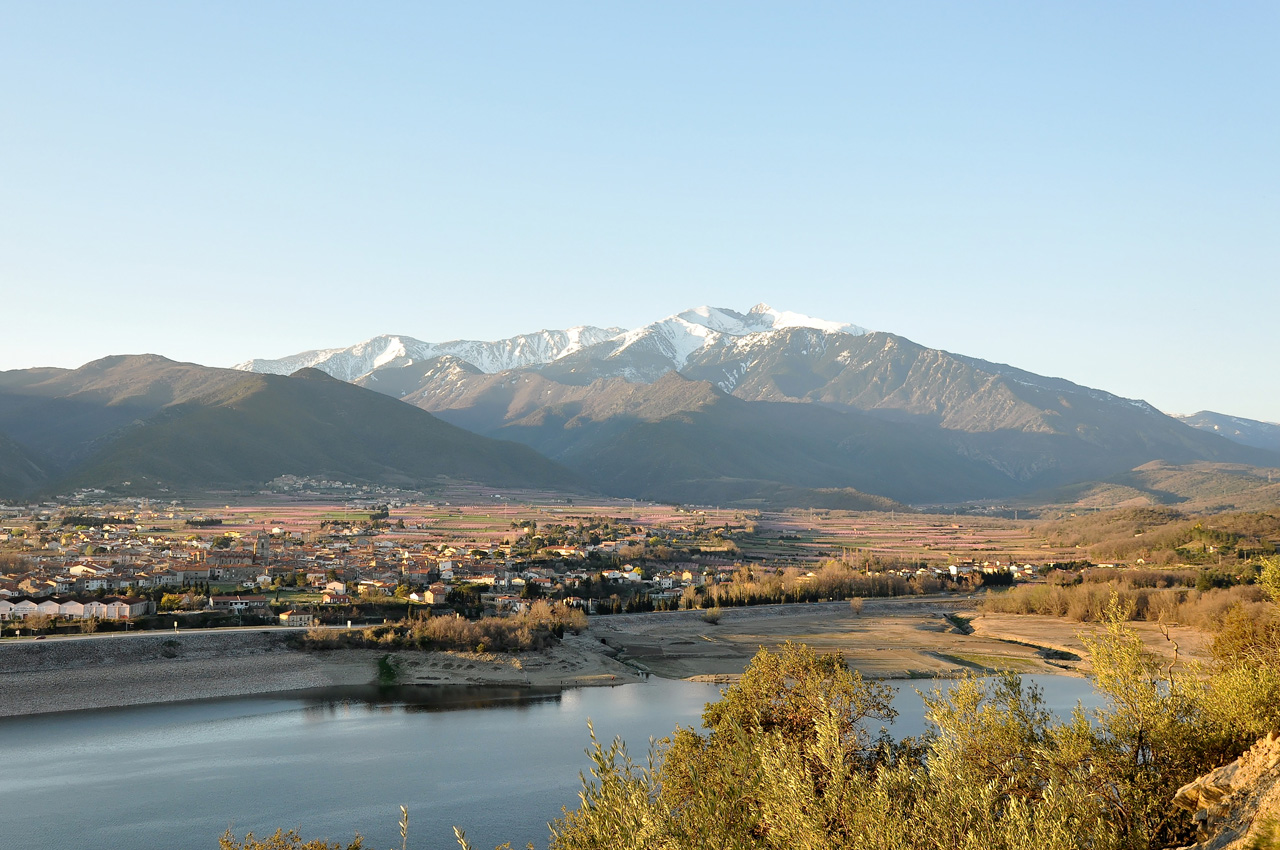
La retenue d'eau de Vinça, et le Canigou.
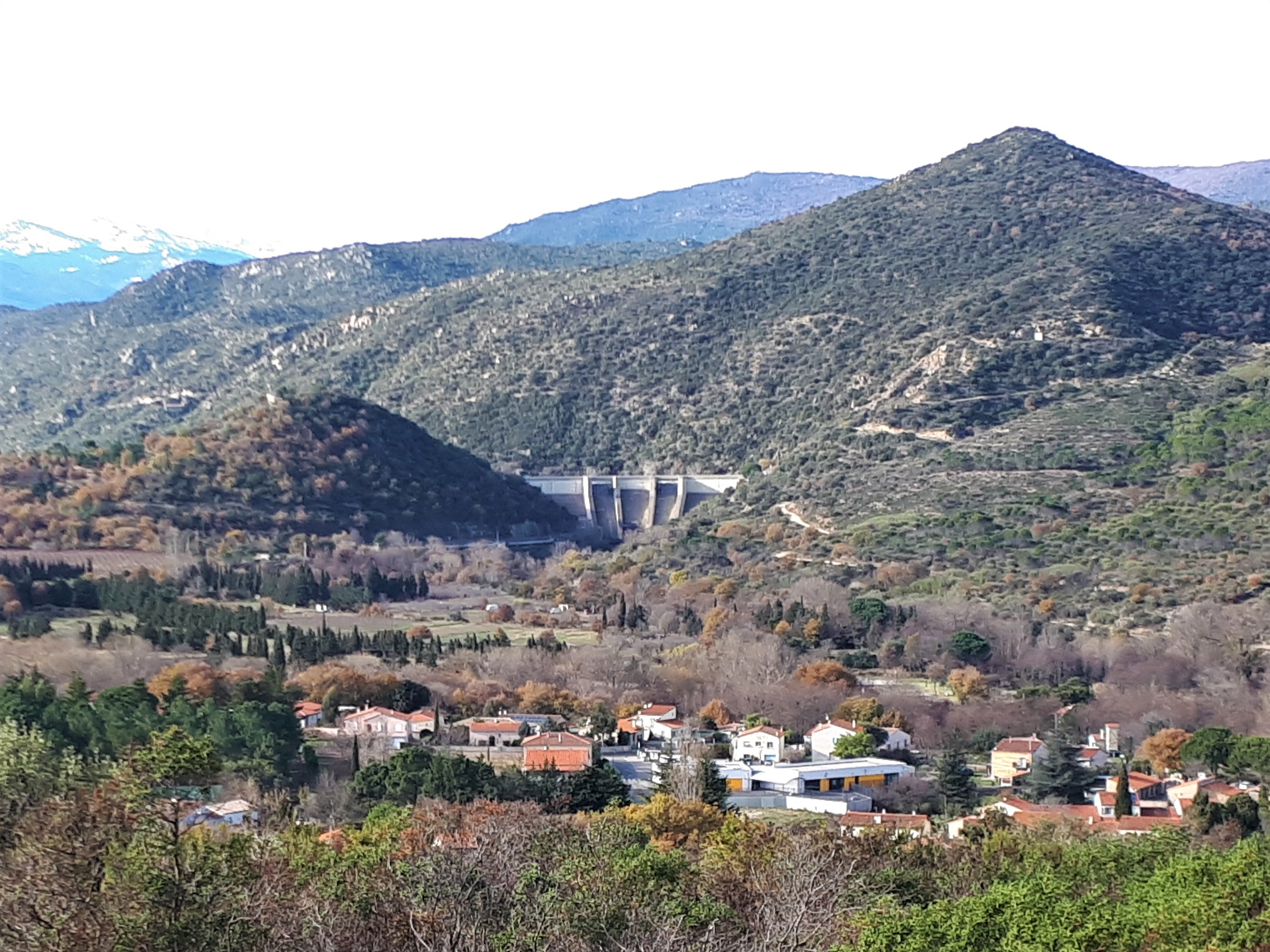
Le barrage de la retenue de Vinça.

L'embouchure de la Têt dans la mer Méditerranée se situe sur la commune de Canet-en-Roussillon. L'embouchure historique est située environ 1 km plus au nord, à Sainte-Marie-la-Mer. Son emplacement est occupé par le port de plaisance de Sainte-Marie, qui y est aménagé à partir des années 1960 et surtout dans les années 1970 et 1980.

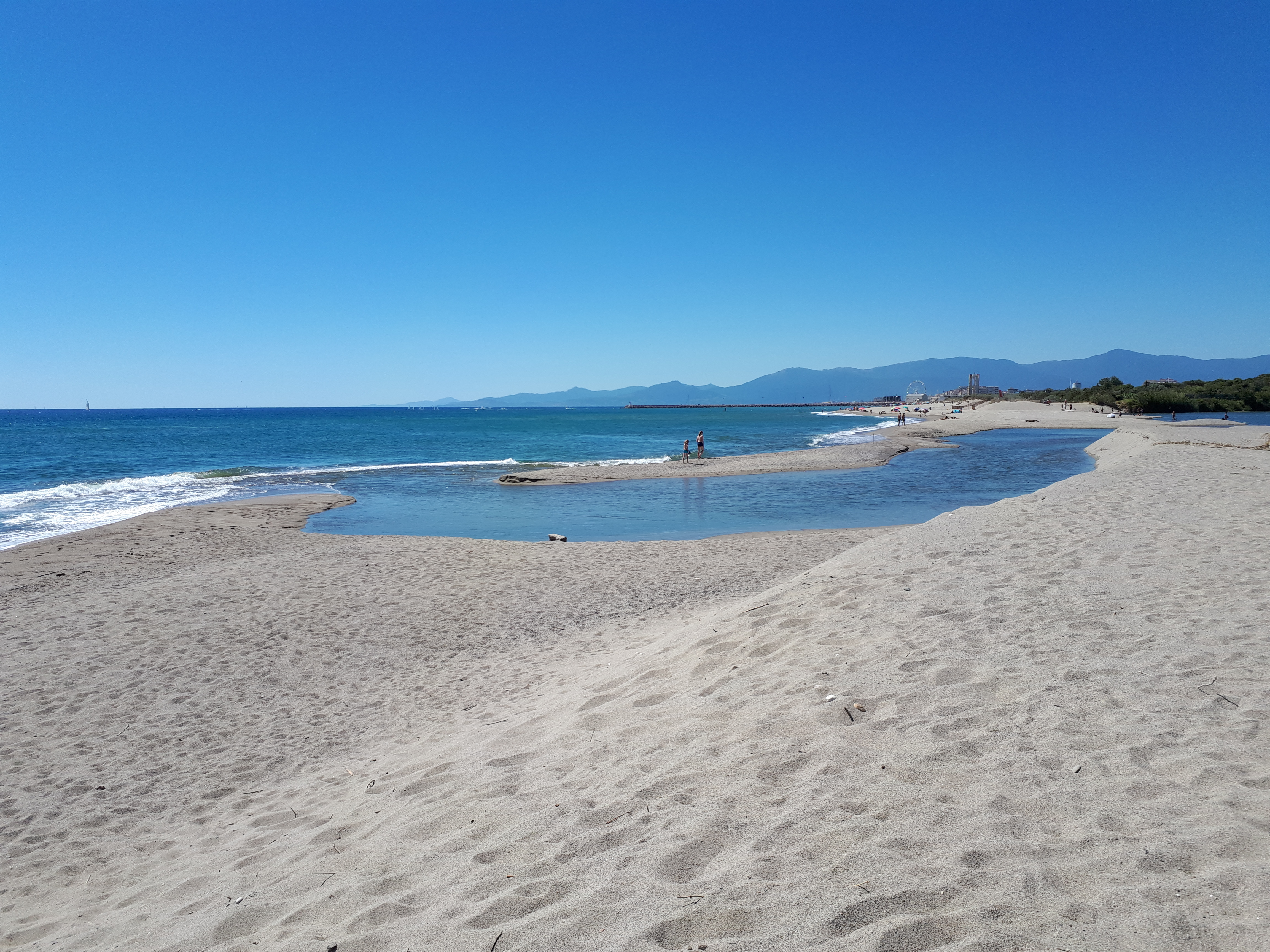
L'embouchure de la Têt, Canet-en-Roussillon.

### Principales villes traversées

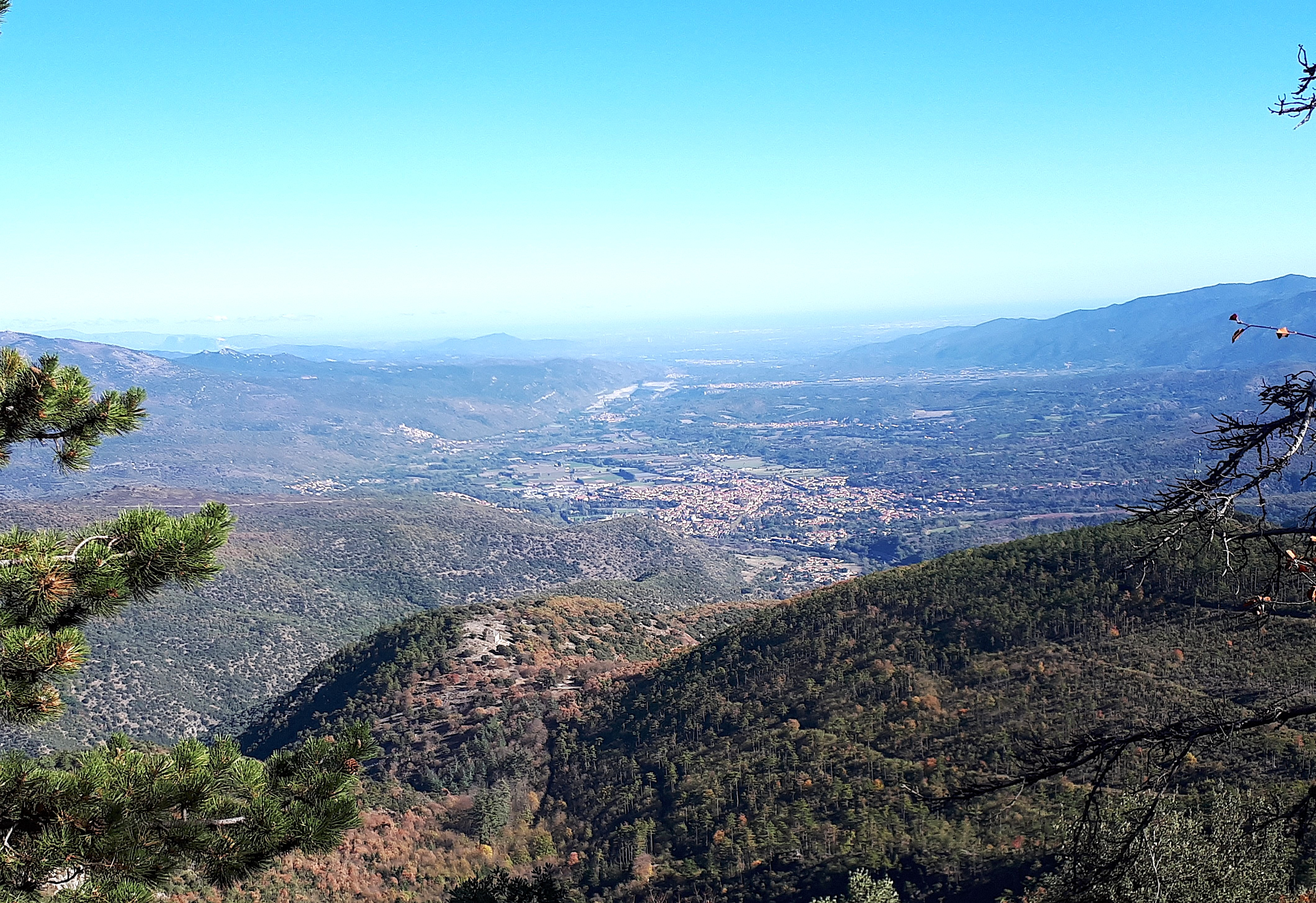
Prades et la vallée de la Têt

- Prades, Ille-sur-Têt, Millas, Le Soler, Saint-Estève, Perpignan, Canet-en-Roussillon (embouchure)

### Bassin versant
La Têt traverse huit zones hydrographiques Y040, Y041, Y042, Y043, Y044, Y045, Y046, Y047 pour une superficie totale de 1 369 km2. Ce bassin versant est constitué à 76,89 % de « forêts et milieux semi-naturels », à 19,83 % de « territoires agricoles », à 2,96 % de « territoires artificialisés », à 0,26 % de « surfaces en eau », à 0,08 % de « zones humides ».
Dans sa section moyenne, entre Mont-Louis et Prades, la Têt suit grosso modo la même ligne que la faille de la Têt. Cette faille, en tant que faille normale néogène, a commencé à se développer il y a environ 30 millions d'années.

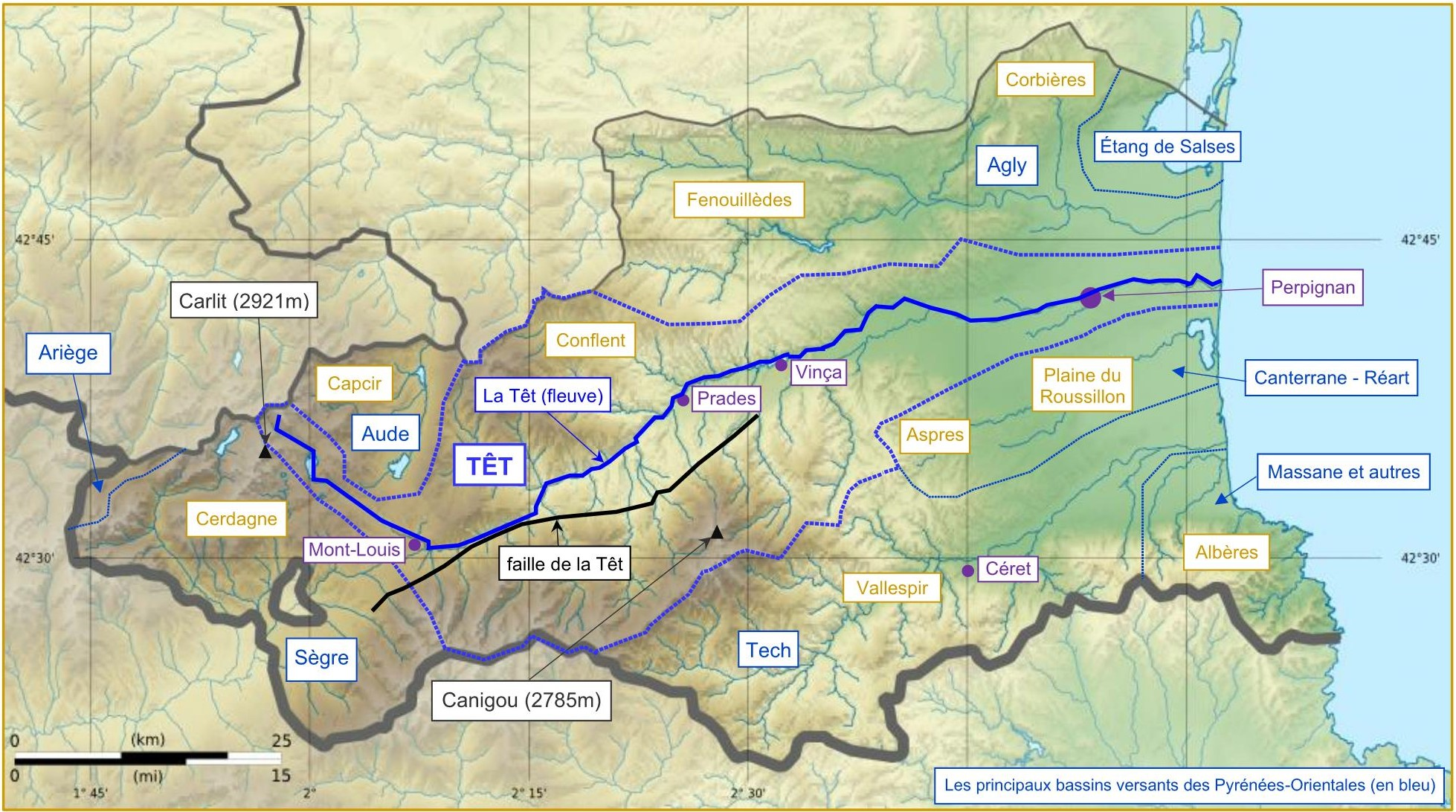
La Têt et son bassin versant.

### Organisme gestionnaire
La Têt et son bassin versant sont gérés par le SMBVT ou Syndicat mixte du bassin versant de la Têt, né en 2008, et sis à Perpignan.

## Principaux affluents
La Têt a quarante-trois affluents référencés dont :
- la Riberola ou torrent de la Valleta (rd[note 1]) 10,3 km sur la seule commune de Fontpédrouse ;
- la Carança (rd) 15,3 km sur trois communes avec un affluent ;
- la rivière de Mantet (rd) ou « ribera de Mentet » (à sa source : rivière du Ressac, ou ruisseau d'El callau) 18,5 km sur trois communes avec sept affluents ;
- la Rotjà (Fuilla) (rd) 23,3 km ;
- le Cady (rd) 19,2 km (à Villefranche-de-Conflent, en provenance du Mont Canigou et de Vernet-les-Bains) sur quatre communes avec cinq affluents ;
- la Llitera (rd) sur la commune de Taurinya ;
- la Castellane (rg) 27 km (col de Jau) sur quatre communes avec deux affluents ;

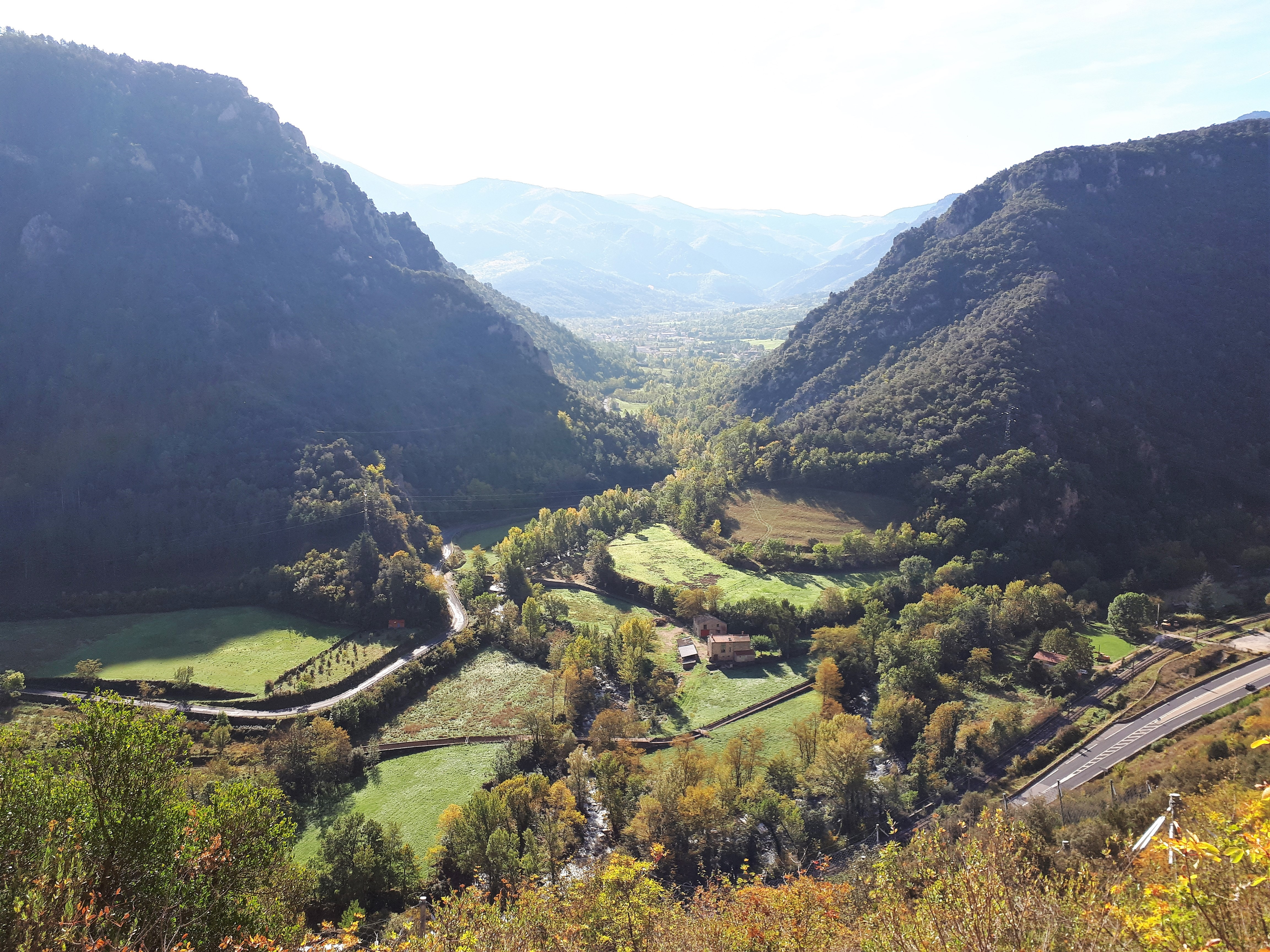
Confluence de la Têt (à droite) et la Rotjà (commune de Fuilla).
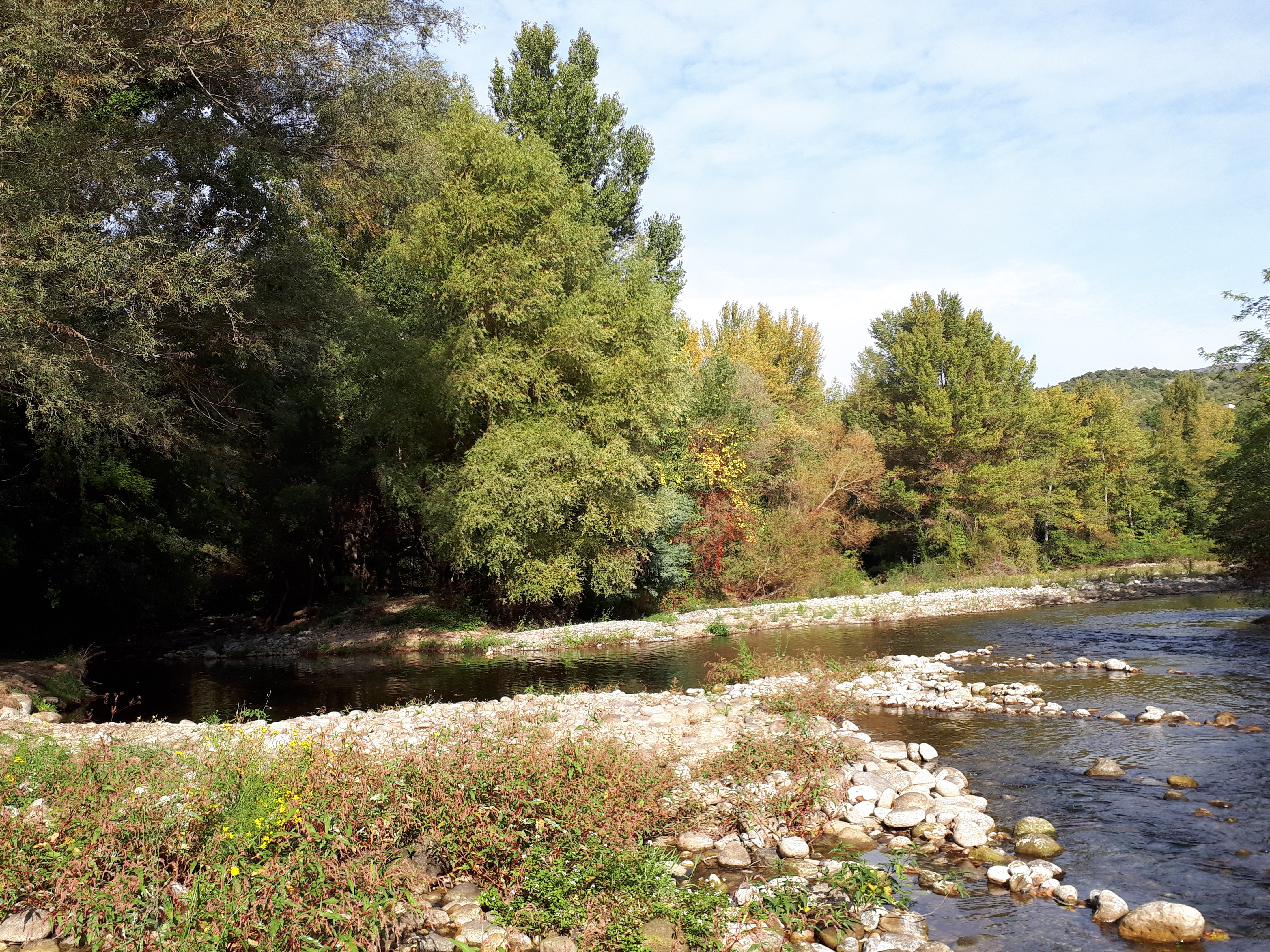
Confluence de  et la Têt (à droite) et la Castellane (commune de Catllar).

- la Lentillà (rd) 24 km qui conflue au niveau de la retenue de Vinça, sur cinq communes avec huit affluents ;
- le Lliscou (rd), 11,8 km sur quatre communes et sans affluent ;
- le Boulès ou Bolès (rd) 34,5 km sur onze communes avec sept affluents ;
- le Caillan (rg) 20,9 km (Nohèdes) sur quatre communes avec six affluents ;
- la Basse (Perpignan) (rd) 11,6 km sur six communes sans affluent ;
- d'autres petits ruisseaux, dont la présence dépend de l'intensité des précipitations pluviales ou neigeuses.

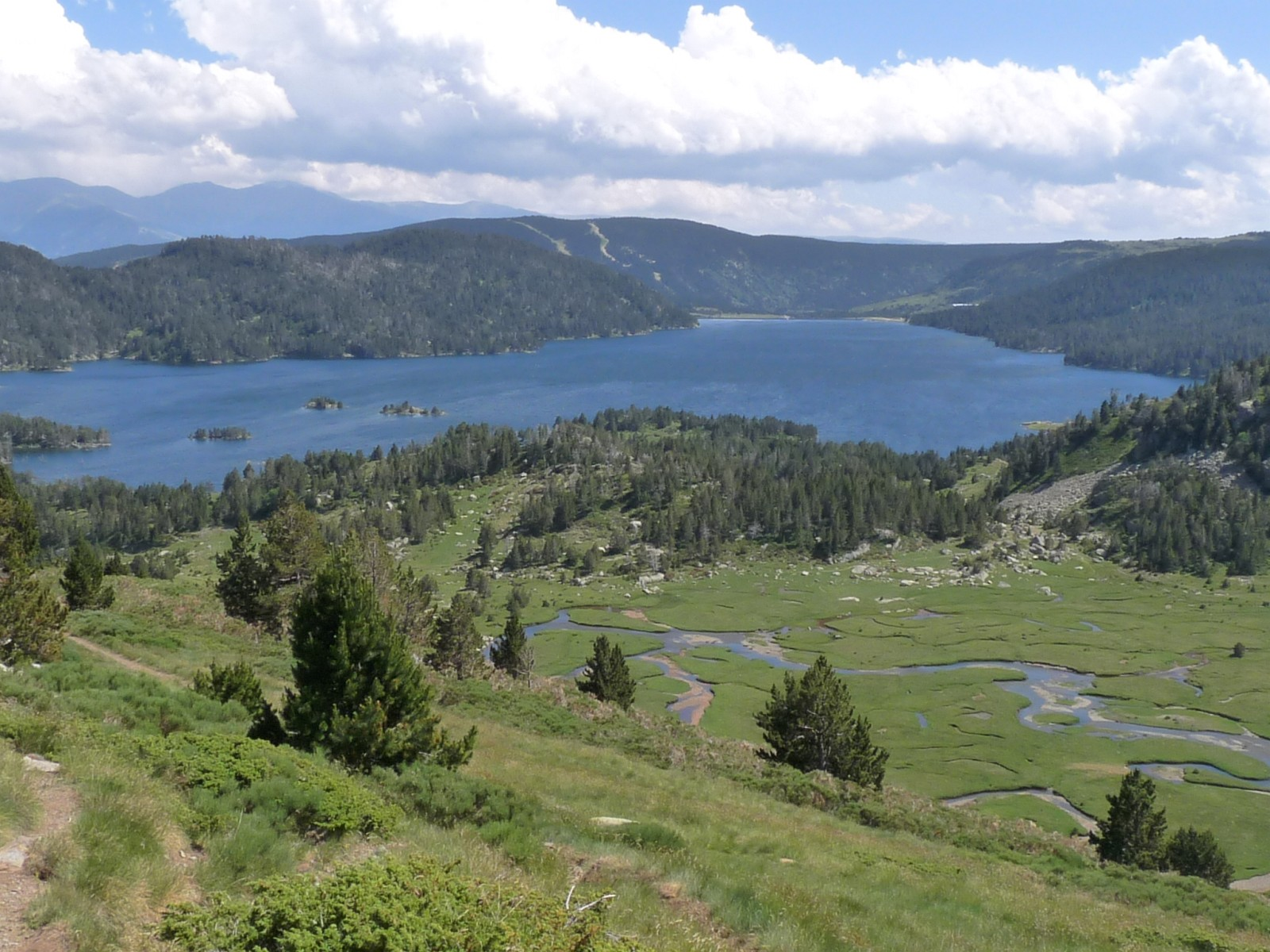
Le lac des Bouillouses.
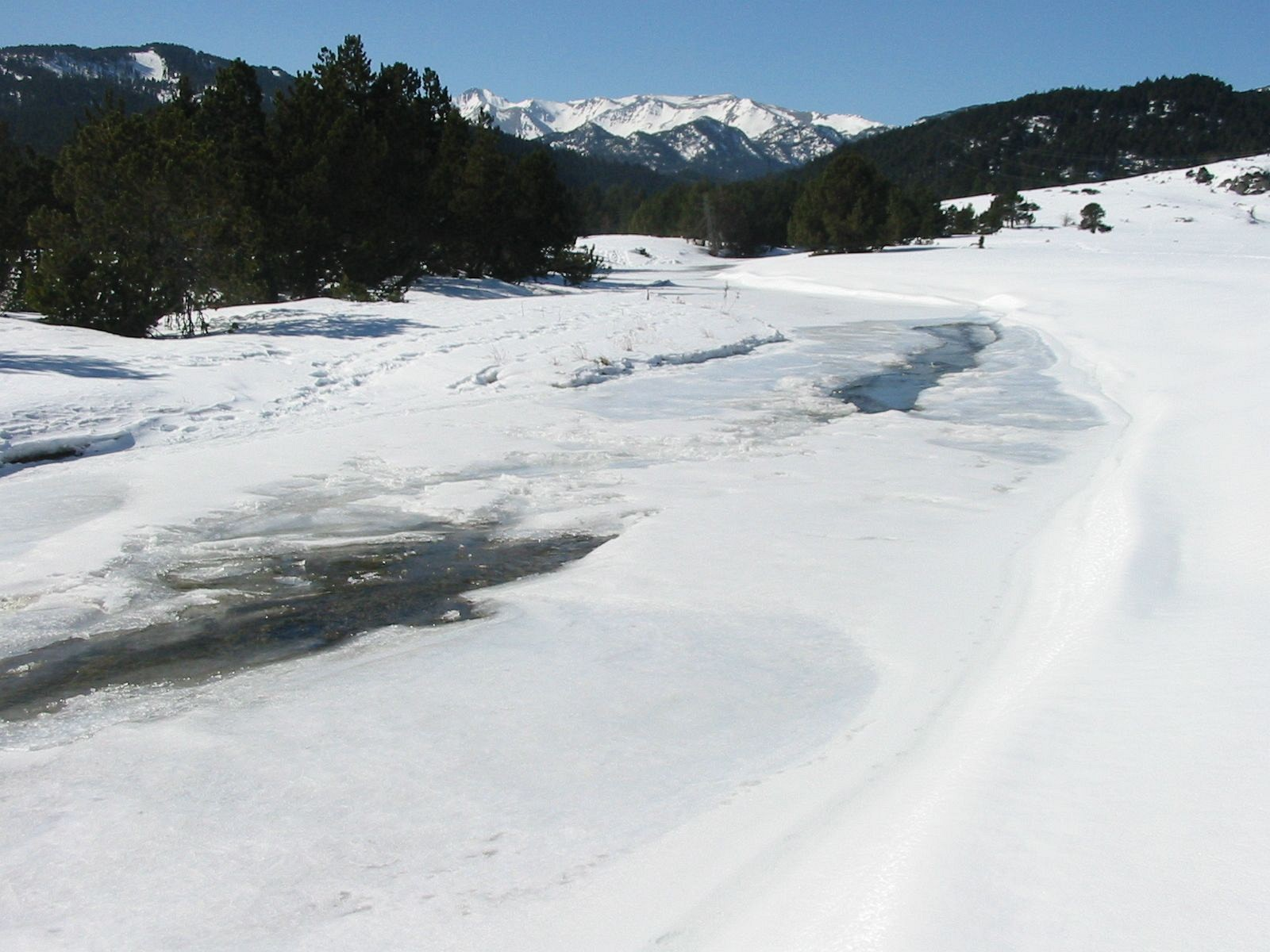
La Têt gelée à Bolquère, hiver 2005.
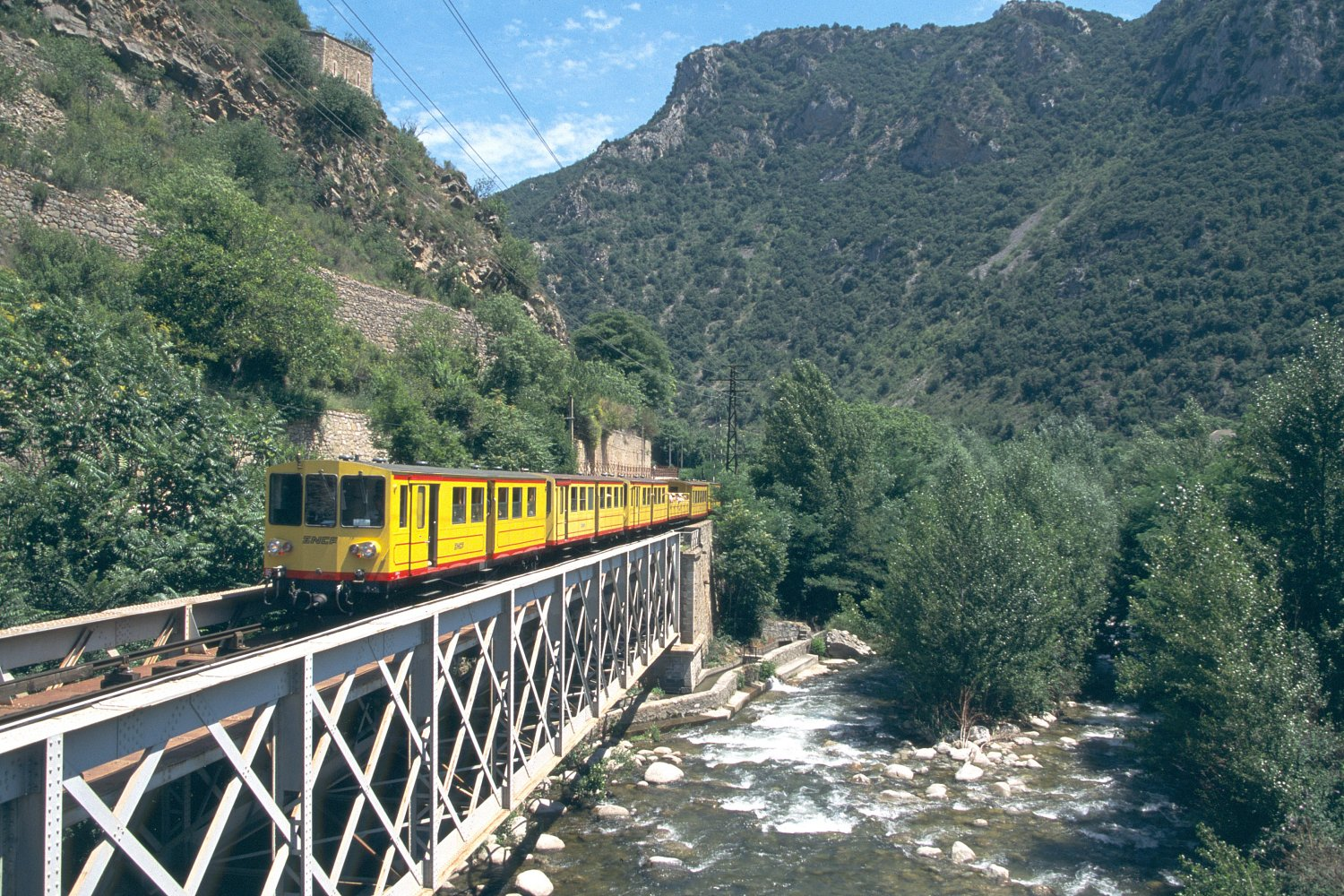
Le train jaune franchissant la Têt près de Villefranche-de-Conflent.
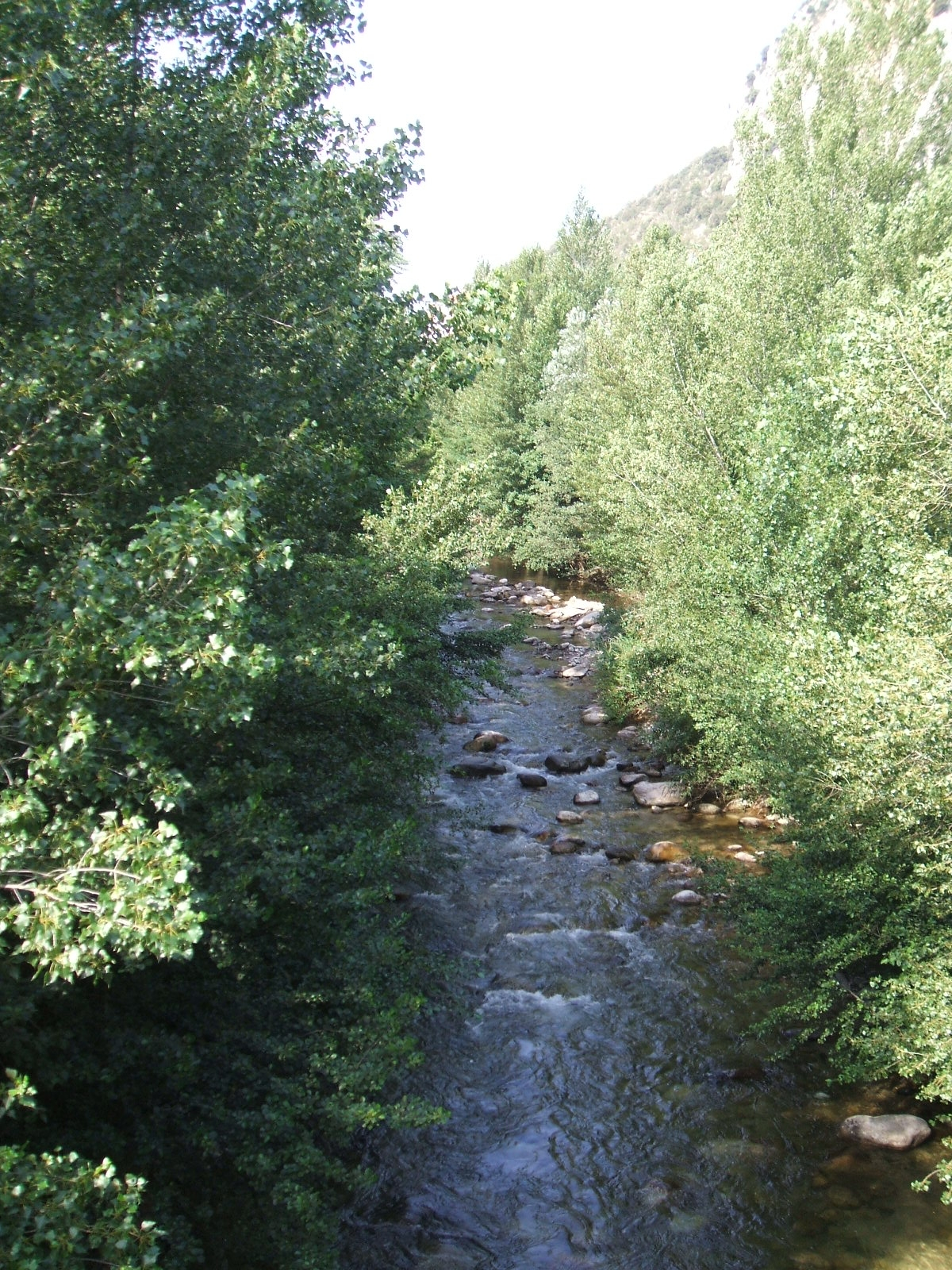
La Têt à Villefranche-de-Conflent.
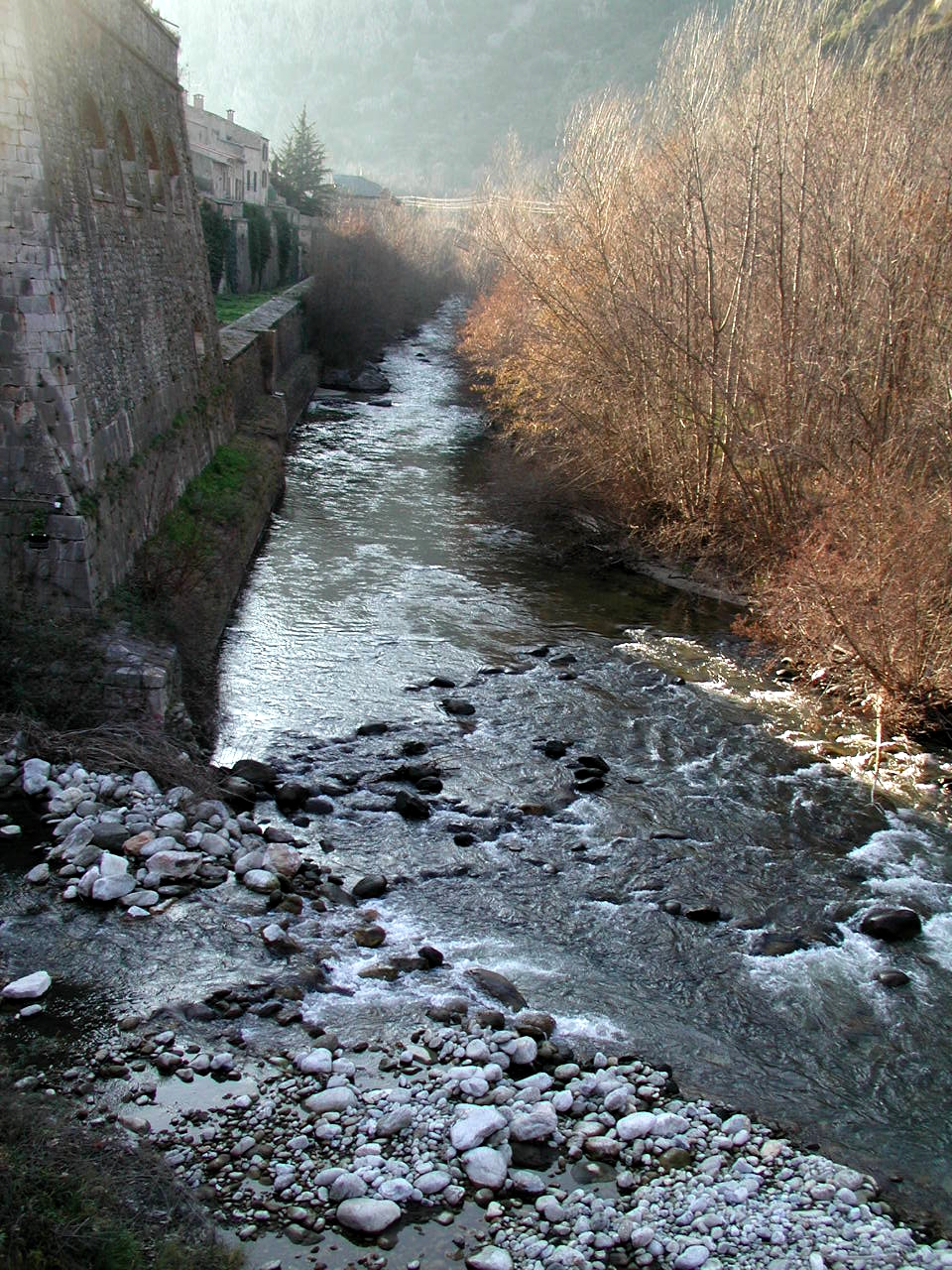
La Têt à Villefranche.
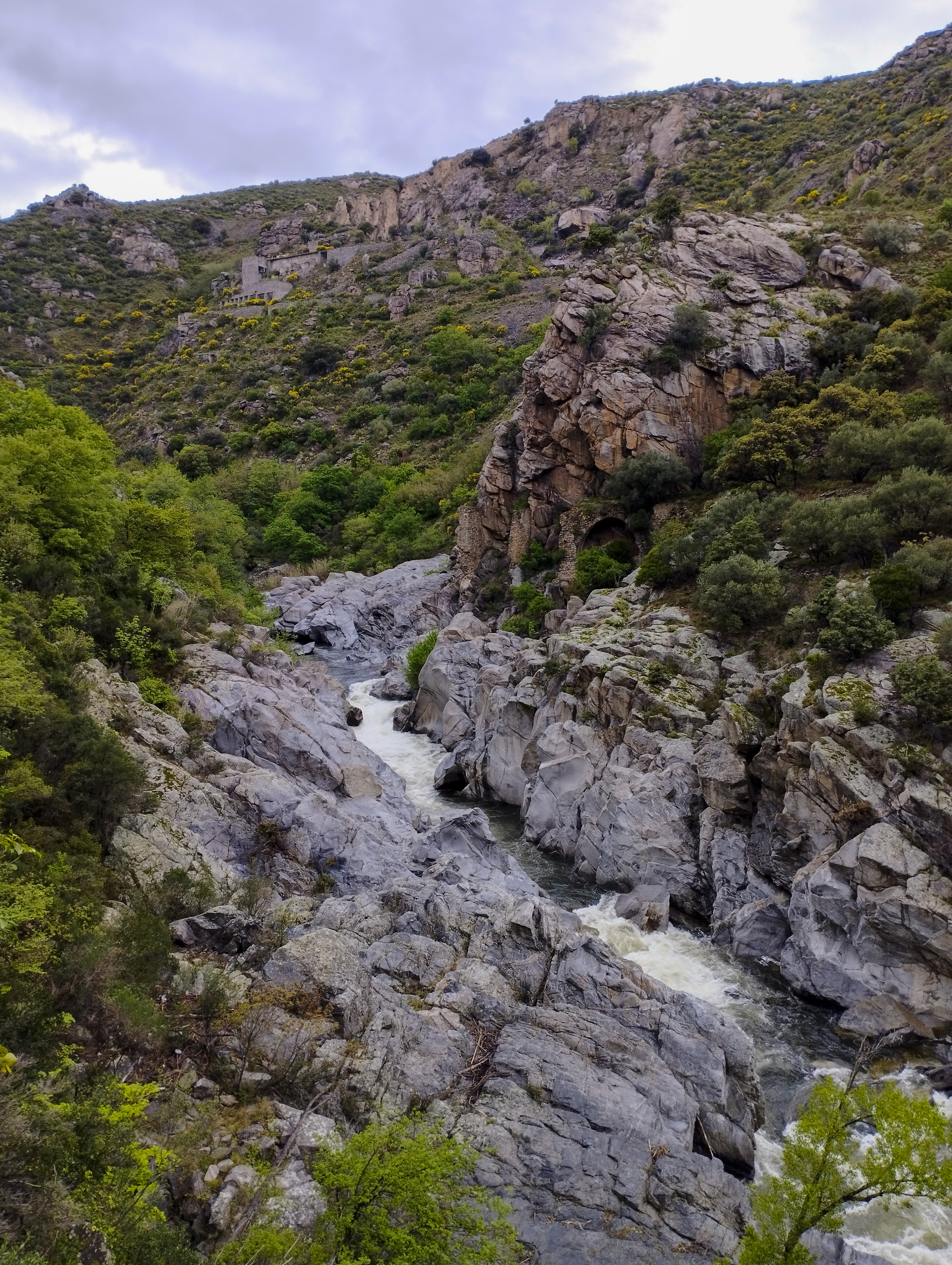
La Têt dans les gorges de la Guillera.
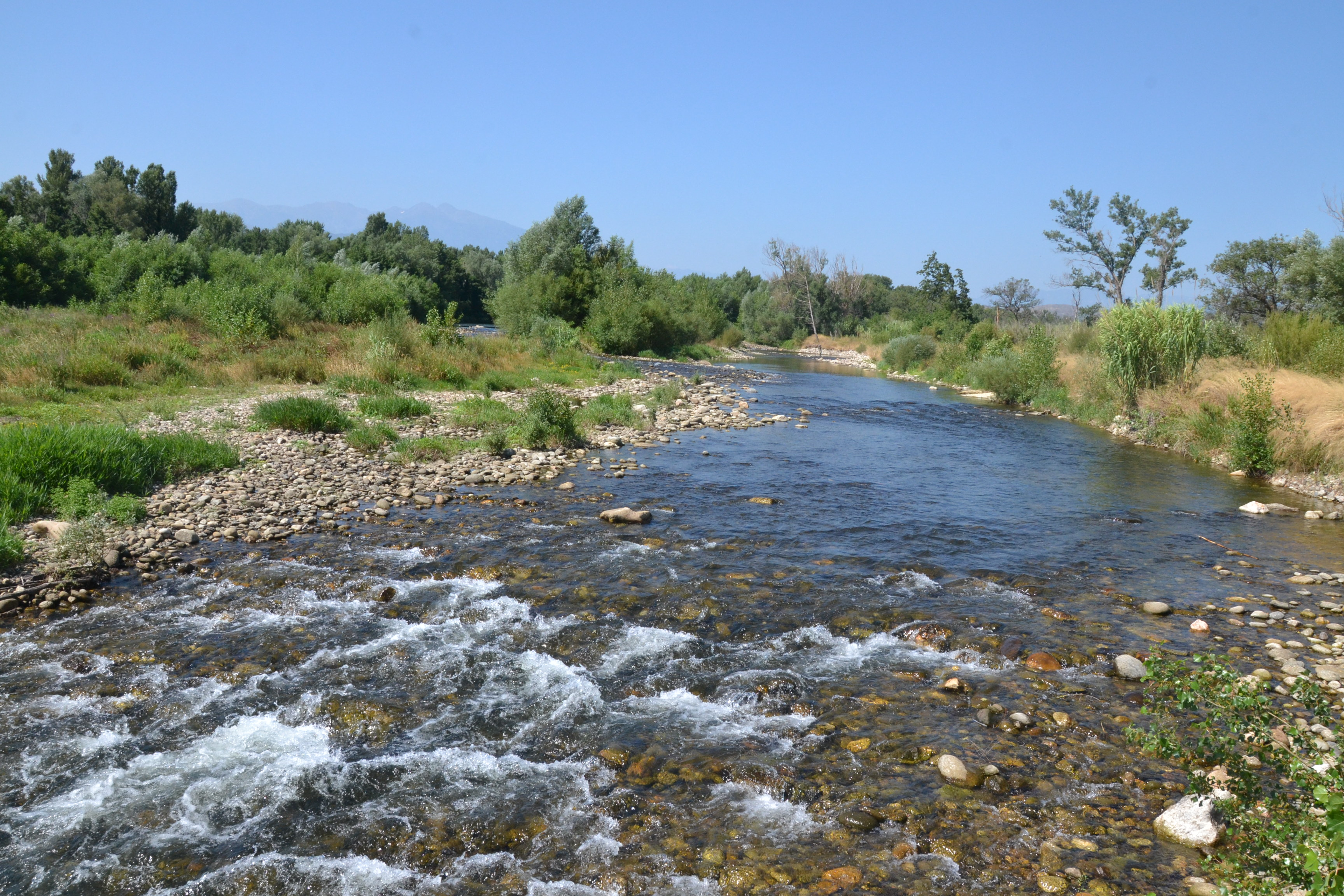
La Têt à Néfiach.
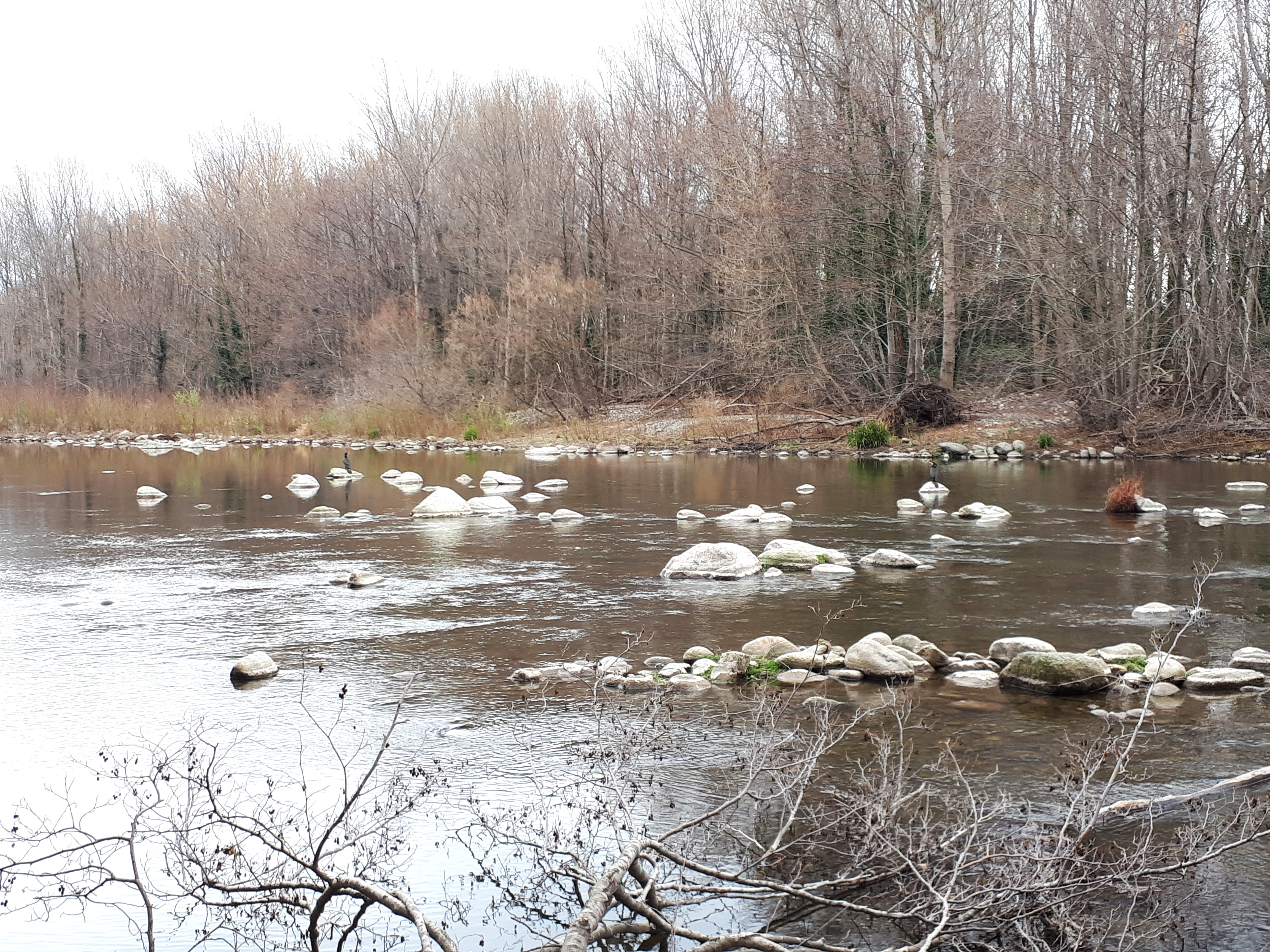
Cormorans sur la Têt, Ille-sur-Têt.

## Hydrologie
Le régime de ce cours d'eau des Pyrénées est tributaire de l'enneigement et de la fonte des neiges au printemps, et secondairement des pluies automnales. Si son débit est souvent faible, la Têt peut connaître des crues spectaculaires et son débit atteindre un record de 3 600 m3/s, comme lors de l'aiguat d'octobre 1940.
Son régime hydrologique est dit nival.

### La Têt à Rodès
Son débit a été observé sur une période de 32 ans (1973-2004), à Rodès, petite localité des Pyrénées-Orientales, située au pied du barrage de Vinça et donc assez éloignée de son embouchure dans la mer. Le bassin versant du fleuve y est de 974 km2, c'est-à-dire 63 % de sa totalité (qui vaut 1 400 km2). Les débits suivants ne sont donc pas les débits naturels, car fortement influencés par la mise en service du barrage en 1976. On distingue trois périodes annuelles au niveau du barrage de Vinça. La première période ou période de remplissage va du 1er avril au 30 juin. Du 1er juillet au 30 septembre se déroule la deuxième période ou période de déstockage, qui permet de soutenir le débit du fleuve en été, et aussi de fournir de l'eau pour l'irrigation des cultures. Enfin, du premier octobre au 31 mars, c'est la période d'attente : le barrage est presque vide et est prêt pour l'écrêtement de crues éventuelles.
Le module du fleuve à Rodès est de 11,0 m3/s.
La Têt présente des fluctuations saisonnières typiques d'un régime à dominante nivale incontestable. On y distingue en effet deux périodes de crue. Les hautes eaux de fin d'automne portent le débit mensuel moyen à 10,2 m3/s, en décembre, et sont suivies d'une légère baisse de débit jusqu'à 8,56 m3/s en février. Suit alors une deuxième montée du régime aboutissant à un second sommet - de loin le plus important - en mai (22,7 m3/s). Il est dû à la fonte des neiges. Par après, dès le mois de juin, s'amorce une décrue rapide suivie des basses eaux d'été qui mènent le débit moyen à son étiage du mois d'août avec une moyenne mensuelle de 7,49 m3/s, ce qui reste assez élevé, il est vrai. Au total, les oscillations saisonnières paraissent ainsi fort peu importantes, mais les fluctuations sont bien plus prononcées sur de plus courtes périodes.

### Étiage ou basses eaux
À l'étiage, le VCN3 peut chuter jusque 1,3 m3/s, en cas de période quinquennale sèche, ce qui est loin d'être sévère si on le compare à la moyenne des cours d'eau de France. Le débit d'étiage est soutenu par le déstockage du barrage de Vinça.

### Crues

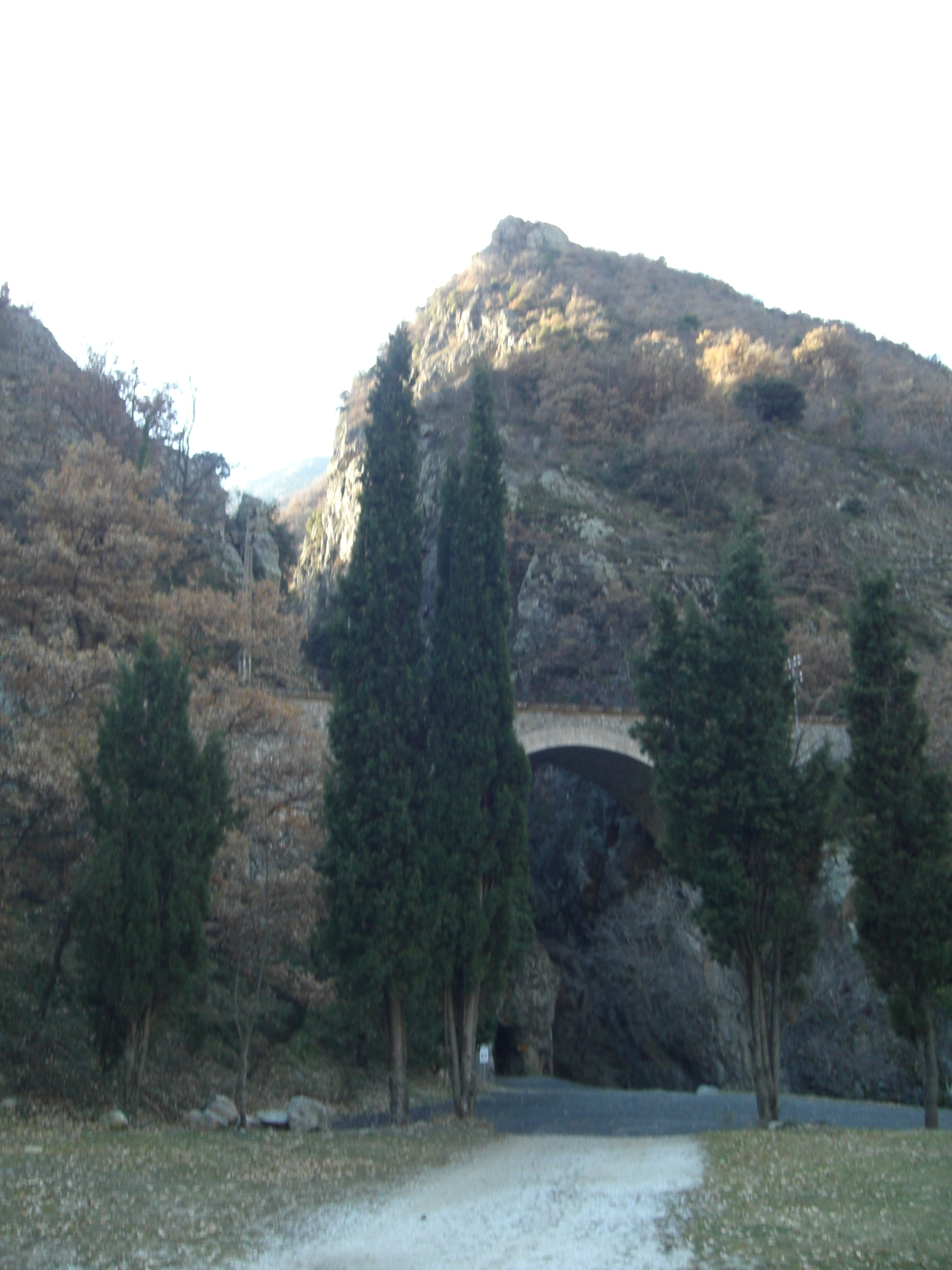
Entrée des gorges de la Carança.

Les crues peuvent être très importantes, quoique écrêtées habituellement par l'édification du barrage. Les QIX 2 et QIX 5 valent respectivement 140 et 240 m3/s. Le QIX 10 est de 300 m3/s et le QIX 20 de 360 m3/s. Quant au QIX 50 ou valeur calculée du débit de crue cinquantennale, il vaut 430 m3/s. Cela signifie que, par exemple, tous les deux ans, on doit s'attendre à une crue de l'ordre de 140 m3/s, et que, tous les cinq ans, une crue de 240 m3/s doit statistiquement survenir.
Pour se faire une idée de l'importance de ces débits de crue, on peut les comparer à ceux du Loing, affluent important de la Seine, en amont de Paris, dont les crues sont renommées et furent longtemps redoutées, mais rivière quelque peu régularisée actuellement. Le QIX 5 du Loing vaut 150 m3/s (contre 240 pour la Têt) et son QIX 20 se monte à 220 m3/s (moins que les 360 de la Têt). Comme on le constate, les crues de la Têt sont nettement supérieures à celles du Loing en amont de Paris, et ce bien que son bassin soit quatre fois moins étendu, et son débit deux fois moins abondant.
Le débit instantané maximal enregistré durant la période d'observation de 32 ans a été de 533 m3/s le 19 mai 1977, tandis que la valeur journalière maximale était de 345 m3/s le même jour. En comparant la première de ces valeurs avec l'échelle des QIX du fleuve, il apparaît que cette crue était bien plus importante que la crue cinquantennale calculée (QIX 50), et sans doute très exceptionnelle.

### Lame d'eau et débit spécifique
Au total, la Têt est un petit fleuve moyennement abondant, alimenté avant tout par les précipitations, surtout neigeuses, des sommets orientaux des Pyrénées. La lame d'eau écoulée dans son bassin versant est de 323 millimètres annuellement  ce qui est modéré, équivalent à la moyenne d'ensemble de la France tous bassins confondus. Le débit spécifique du fleuve (ou Qsp) atteint 10,2 litres par seconde et par kilomètre carré de bassin.

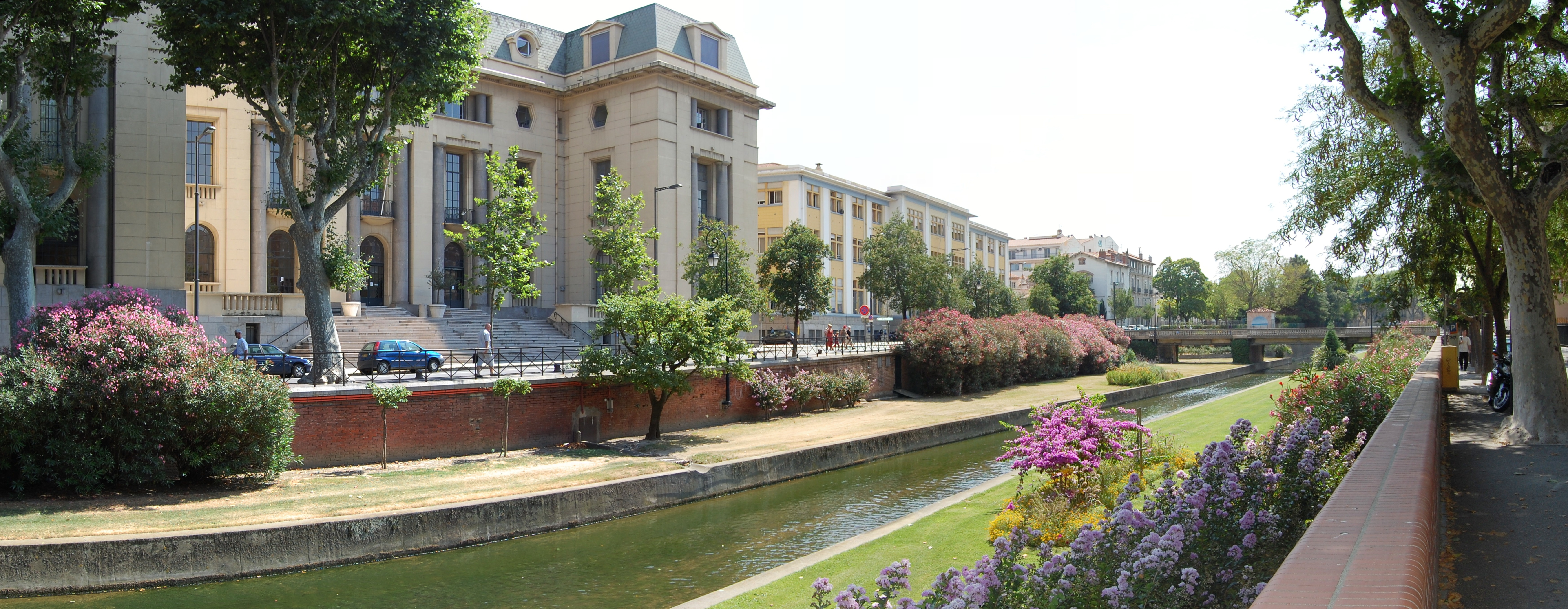
Vue panoramique de la Basse à Perpignan le 29 juillet 2008. Cette rivière est un affluent de la Têt.